# Ethos
Ethos (ἦθος) è un termine greco (il cui significato, in origine, era "il posto da vivere") che può essere inteso in diversi modi.
Può significare "inizio", "apparire", "disposizione" e da qui "carattere" o "temperamento". Dalla stessa radice greca deriva il termine ethikos (ἠθικός) che significa "teoria del vivere", da cui il termine moderno etica.
Con ethos popolare, nella sua accezione hegeliana, può intendersi l'insieme di quei valori e quelle norme, di quei codici di comportamento i quali, interiorizzati dall'individuo in funzione della sua integrazione sociale, costituiscono e determinano la disposizione, il carattere, il temperamento culturale di una data popolazione.

## Retorica
Nella Retorica Aristotele identifica tre modalità artistiche di persuasione: l'ethos è una di queste, accanto al logos e al pathos.
Per prima cosa l'oratore deve instaurare l'ethos. Da un canto questo può voler dire capacità morale, ma Aristotele amplia il significato sino a includere competenza e conoscenza. Egli osserva espressamente che l'ethos  sarà raggiunto soltanto da quello che l'oratore dice e non da ciò che la gente pensava del suo carattere prima che egli cominci a parlare. Questa asserzione è però stata spesso confutata e altri scrittori di retorica sostengono invece che l'ethos sia connesso anche alla morale e alla storia dell'oratore (cfr. Isocrate).
Quando dobbiamo decidere se un argomento è utile, bisogna chiedersi che ethos l'oratore sia riuscito a stabilire. Violazioni dell'ethos possono implicare le seguenti situazioni:
- l'oratore ha un diretto interesse nell'uscire da una discussione (per esempio una persona si dichiara innocente di un crimine del quale è stato accusato);
- l'oratore ha un interesse particolare per uscire dalla discussione;
- l'oratore non ha competenza (per esempio un avvocato nel parlare della diminuzione della forza di gravità in un'astronave sarà meno convincente di un astronauta).

Si sarà notato che confutare un argomento basato sulle suddette violazioni dell'ethos è un errore formale che invalida la confutazione dell'argomento.